# 킴바야 유물
킴바야 유물(Quimbaya artifact)은 콜롬비아의 고대 유적에서 발굴된, 비행기나 우주왕복선을 생각하게 하는 황금 세공이다. 황금 셔틀이나 황금 제트라고도 불리며 오파츠의 일종으로서 소개되는 것이 많다. 시누 문화 (기원 500년 ~ 800년) 시대의 것이라는 설과 더 오래된 페루의 문화 시대 문명의 것이라는 설이 있다.

## 해설
콜롬비아의 수도 보고타에 있는 국립은행 부속 황금 박물관에 전시되고 있다. 크기는 폭 5센치, 높이 1센치 정도, 손 만한 크기로 펜던트 등의 장식품이었다고 생각된다.
이것을 감정한 동물학자 아이바 T. 선더손 박사는 다른 어느 생물과도 닮지 않고, 평면의 형이 삼각인 날개와 수직꼬리가 있어 제트기나 스페이스 셔틀로도 보인다고 한 것으로부터, '벨 헬리콥터'의 설계자로서 알려진 아서 영에게 검증을 의뢰했다. 그의 검증의 결과는 항공 역학의 이치에 필적한 형상을 하고 있다는 것이었다.
그러나, 동종의 황금 세공은 얼마든지 있지만, 소개되는 것은 대체로의 경우 이 하나 뿐이다.
이외에도, 수직꼬리가 없는 것, 날개가 크게 만곡하고 있는 것, 안목이 있는 것, 필레나 날개등의 모양이 붙어 있는 것 등이 있어, 일반적으로는 생선이나 새를 본뜬 것이라는 설명이 되고 있다. 당연, 생선이나 새가 모델이면 유체 역학적으로 '이치에 필적한' 형상을 가지고 있어도 이상하지 않다. 그 중에서도 모델로서 유력시 되고 있는 생물로, 같은 남미에 생식 하는 메기의 일종인 플레코스토무스를 들 수 있다. 이 부근에 생식 하는 프레코는 화려한 색채의 것이 많기 때문에, 황금 세공의 대상으로 해서 선택되었다고 생각되고 있다.
또, 발견 장소의 콜롬비아와 나스카 선이 있는 페루가 장소적으로 가까운 일이나, 킴바야 인공물과 나스카의 지상그림이 만들어진 연대가 일치하는 것부터, 하등의 관계가 있을 수도 있지만, 확실하지 않다.
덧붙여 이러한 황금 세공을 기초로 해서, 익폭 80센치에서 100센치의, 말하자면 모형 비행기를 제작해 비행시킨 예가 있지만, 현재는 모형 (라디콘)용 엔진 및 전동 모터의 성능이 향상하고 있으므로, 다소, 공력적으로 무리가 있는 기체도 고출력으로 억지로 날리는 것이 가능하다. 따라서, 모형이 비행했다고, 딱히 이들이 비행기를 기초로 했다는 증거는 될 수 없다.

## 참고 문헌
- '초상현상 대사전' - 하니예 (2004년, ISBN 9784880861159)